# Isla Sorna

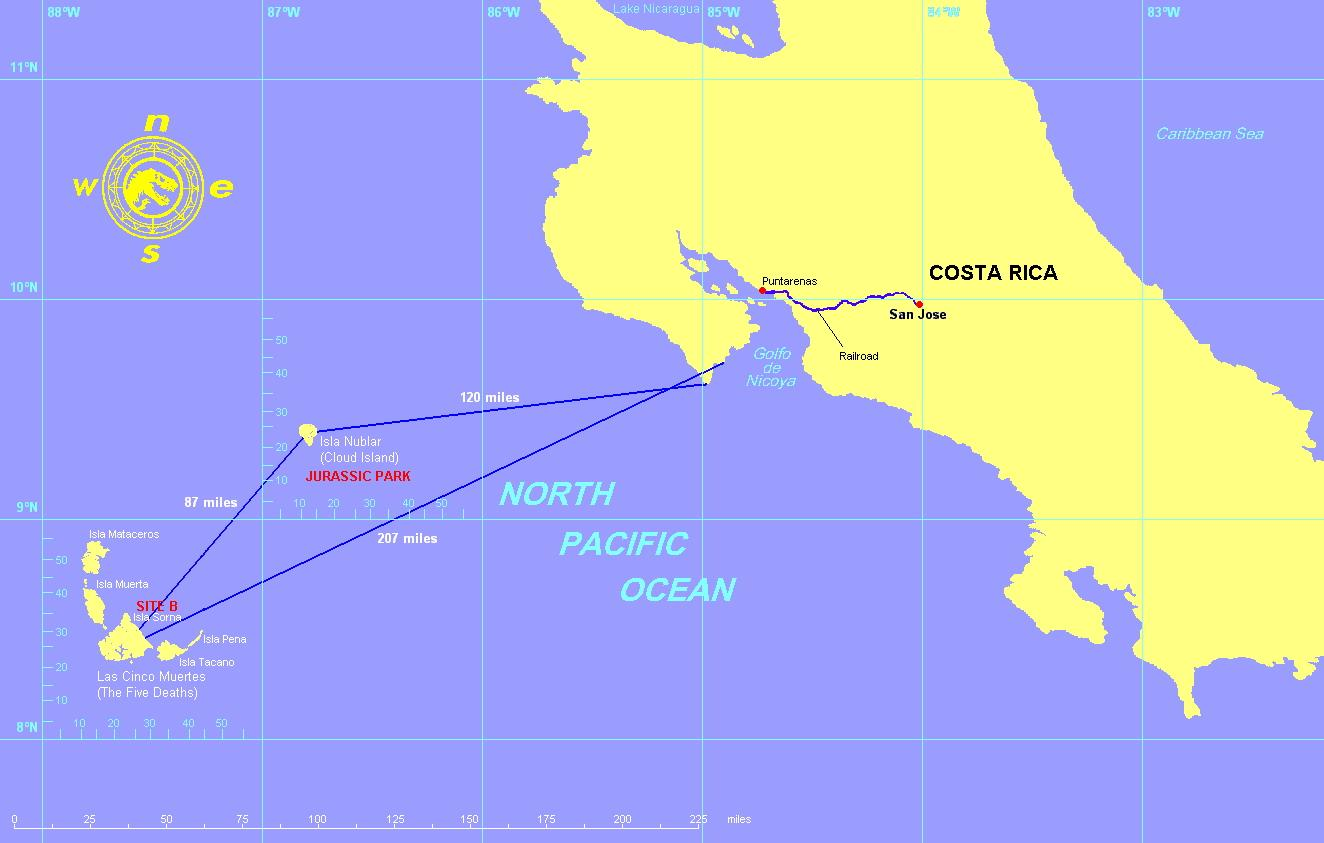
Aan de linkerkant ligt Isla Sorna

Isla Sorna is een fictief eiland uit de filmcyclus van Jurassic Park. 
Het eiland was in de films The Lost World (1997) en Jurassic Park III (2001) de zogenaamde Site B waar het bedrijf InGen dinosaurussen ontwikkelde. Zodra een dinosaurussoort gereed was, werd deze naar het hoofdeiland Isla Nublar overgebracht. Nadat een T-Rex vanuit Isla Sorna was overgebracht naar San Diego en daar voor grote problemen zorgde, werd het eiland tot verboden gebied verklaard. InGen bleef ondanks nieuwe wetgeving toch doorgaan met het klonen van dinosaurussen en ontwikkelde een Spinosaurus. Deze ontsnapte en verstoorde de natuurlijk balans op Isla Sorna. Uiteindelijk werd het eiland ontruimd en werden de nog levende dinosaurussen naar Isla Nublar overgebracht.
Het eiland kwam in de vervolgfilms niet meer voor.

## Tegenstrijdigheden
De film The Lost World was de laatste die door Steven Spielberg werd geregisseerd. De opvolger Jurassic Park III kwam onder regie van Joe Johnston, maar kende vanaf het begin diverse problemen in het script en de productie. De visuele weergave van Isla Sorna werd eveneens aangepast, waardoor er een onverklaarbaar groot verschil ontstond in de begroeiing die het eiland bedekte: de verspreid staande hoge bomen waren opeens vervangen door een dicht begroeid bos. Volgens de producent had dit te maken met de wens om het eiland in Jurassic Park III een prehistorischer uiterlijk te geven dan in de voorgaande film. De opnames vonden daarom ook plaats op een eiland in Hawaï, terwijl The Lost World was opgenomen in Californië.